# Caenanthura enigmatica
Caenanthura enigmatica là một loài chân đều trong họ Anthuridae. Loài này được Kensley & Reid miêu tả khoa học năm 1984.